# Alex Jan van der Eb
Alex Jan "Lex" van der Eb (nacido el 16 de enero de 1934) es un biólogo molecular y virólogo holandés. Fue profesor de virología tumoral fundamental y posteriormente carcinogénesis molecular en la Universidad de Leiden de 1979 a 2000. Ha realizado investigaciones en adenovirus y fue fundamental en la creación de la técnica de transfección con fosfato cálcico y la fundación de la HEK 293 y PER. Líneas celulares C6.

## Vida
Van der Eb nació el 16 de enero de 1934 en Bandung, Indias Orientales Holandesas. Estudió biología en la Universidad de Leiden y luego asistió un año más a la Universidad Tecnológica de Delft para especializarse en microbiología. Van der Eb tuvo que cumplir el servicio militar al graduarse y solicitó al jefe de los servicios sanitarios militares ser contratado en uno de los laboratorios militares. En 1962 fue enviado a trabajar como biólogo sobre poxvirus en el departamento de virología de la Universidad de Leiden. En Leiden conoció al profesor J.A. Cohen, del Laboratorio Médico-Biológico de la Organización Holandesa para la Investigación Científica Aplicada (TNO). Tras finalizar su servicio militar en 1963, van der Eb se convirtió en estudiante de posgrado de Cohen. Estudió los adenovirus y caracterizó el ADN del virus en 1966. Se doctoró en la Universidad de Leiden en 1968 con una tesis titulada "Fysisch-chemische en biologische eigenschappen van het DNA van dierlijke tumorvirussen". Posteriormente, Van der Eb se trasladó a Estados Unidos para cursar un posgrado en el Instituto Tecnológico de California, donde amplió sus conocimientos sobre el ADN.
A petición de Cohen, van der Eb regresó a los Países Bajos en 1970 para crear un grupo de investigación sobre biología molecular de oncovirus.Durante este periodo, el posdoctorado canadiense Frank L. Graham se unió a su grupo de investigación.Juntos trabajaron en una técnica para insertar ADN extraño en células humanas cultivadas. La técnica de transfección con fosfato cálcico estuvo disponible en 1973. El biólogo molecular Piet Borst calificó este descubrimiento de cómo insertar ADN extraño en células humanas como la piedra angular de la genética y la biología celular. En 1972 van der Eb obtuvo y consiguió cultivar células renales embrionarias de un feto humano abortado o malogrado. Con las aportaciones de Graham en la transfección de las células con el adenovirus 5, esto dio lugar a la línea celular de células HEK 293.HEK 293 se convirtió en una de las líneas celulares más utilizadas en todo el mundo, acercándose al uso de la línea celular HeLa. En 1974 van der Eb y Graham demostraron que el ADN de virus sueltos podía causar cáncer.
En 1974, van der Eb se convirtió en lector de virología tumoral fundamental. En 1979 fue nombrado catedrático de virología tumoral fundamental.De 1987 a 1992 investigó sobre el virus de la anemia del pollo junto con Mathieu Noteborn.En 1988 su labor docente pasó a centrarse en la carcinogénesis molecular.En 1995, junto con Dinko Valerio, creó la línea celular PER.C6 con mayor trazabilidad en comparación con la línea HEK 293, esta vez procedente de células de la retina.El objetivo de Valerio era utilizarla para terapia génica, pero finalmente no tuvo éxito. A diferencia de la HEK 293, la línea celular PER.C6 fue patentada por la Universidad de Leiden e IntroGene (posteriormente Crucell) y utilizada comercialmente.AdVac se convirtió más tarde en una versión mejorada de PER.C6 y ambas se consideraron muy útiles para construir vacunas, convirtiéndose en la base de las vacunas contra el ébola, la fiebre Zika y el VIH. Van der Eb se jubiló en 2000. Posteriormente trabajó como asesor para la empresa biotecnológica Crucell entre 2000 y 2013. En 2007 participó en la redacción del código de comportamiento para la bioseguridad de la Real Academia Neerlandesa de las Artes y las Ciencias.
En 2020, van der Eb, junto con otros dos antiguos funcionarios de Crucell, declaró que los Países Bajos habrían tenido una mejor posición de partida en la obtención de vacunas para hacer frente a la pandemia de COVID-19 en los Países Bajos si el gobierno hubiera estado interesado en dejar trabajar a Crucell junto con el Instituto Holandés de Vacunas, ofreciendo Crucell a los Países Bajos una producción rápida de vacunas en caso de pandemia en múltiples ocasiones durante los primeros años de la década de 2000. Posteriormente, Crucell fue adquirida por la empresa estadounidense Johnson & Johnson.

## Distinciones y premios
Van der Eb fue elegido miembro de la Organización Europea de Biología Molecular en 1977. En 1978 ganó la Medalla de Virología MW Beijerinck de la Real Academia de Artes y Ciencias de los Países Bajos . Fue elegido miembro de la Real Academia de Artes y Ciencias de los Países Bajos en 1987. Fue elegido miembro de la Academia Europaea en 1989. En 1989 también ganó el premio Robert Koch. Ese mismo año ganó el Premio de la Fundación Japonesa para la Promoción de la Investigación del Cáncer. Fue nombrado Caballero de la Orden del León Holandés en 1998. En 2003 fue nombrado miembro honorario de la Sociedad Holandesa de Terapia Génica y Celular. Es miembro del Koninklijke Hollandsche Maatschappij der Wetenschappen.